# 小田切昌武
小田切 昌武（おだぎり まさたけ）は、江戸時代中期の武士。徳川氏家臣。

## 経歴・人物
安永5年7月1日（1776年8月14日）、16歳の時に徳川家治に初めて拝謁し、仕えた。